# Cryin' Time
Cryin' Time — студійний альбом американського блюзового музиканта Отіса Спенна, випущений у 1969 році лейблом Vanguard.

## Опис
Сесія звукозапису проходила 2, 7 і 21 березня 1968 року на студії Universal Studios в Чикаго (Іллінойс). У записі Спенну (вокал і фортепіано) акомпанували 19-річний гітарист Баррі Мелтон (співзасновник гурту Country Joe & the Fish), гітарист Лютер Джонсон (учасник чиказького рок-гурту Siegel-Schwall Band), басист Джос Девідсон (раніше грав у гурті Мадді Вотерса) і молодий ударник Лонні Тейлор з Детройту. Дружина Спенна, Люсіль Спенн, виконала вокальні партії на двох піснях «Blind Man» і «Some Day». Раніше вона брала участь у записі альбому The Bottom of the Blues (1968), що вийшов на Bluesway.
Серед пісень особливо виділяються класичні повільні блюзи «You Said You'd Be on Time» і «Blues Is a Botheration», а також інструментальні бугі «Twisted Shake». На трьох композиціях Спенн грає на електрооргані, характерною з його використанням є заглавна «Cryin' Time». Альбом вийшов на лейблі Vanguard Records у 1969 році. Продюсером виступив Сем Чартерс за участі Майкла Чечика.

## Список композицій
1. «Home to Mississippi» (Отіс Спенн) — 3:26
2. «Blues Is a Botheration» (Отіс Спенн) — 4:02
3. «You Said You'd Be on Time» (Отіс Спенн, Джордж Спінк) — 4:46
4. «Cryin' Time» (Отіс Спенн) — 3:11
5. «Blind Man» (народна) — 3:18
6. «Some Day» (Отіс Спенн) — 4:35
7. «Twisted Snake» (Отіс Спенн) — 3:02
8. «Green Flowers» (Маккінлі Морганфілд) — 3:44
9. «The New Boogaloo» (Отіс Спенн) — 2:09
10. «Mule Kicking in My Stall» (Маккінлі Морганфілд) — 3:30

## Учасники запису
- Отіс Спенн — вокал, фортепіано, орган
- Баррі Мелтон — соло-гітара
- Лютер Джонсон — гітара
- Джос Девідсон — бас
- Лонні Тейлор — ударні
- Люсіль Спенн — бек-вокал (5, 6)

Технічний персонал
- Сем Чартерс — продюсер
- Майкл Чечик — співпродюсер
- Джоел Бродскі — фотографія обкладинки
- Фред Гольц — дизайн обкладинки